# Micreumenes ruficlypeus
Micreumenes ruficlypeus är en stekelart som beskrevs av Gusenleitner 1998. Micreumenes ruficlypeus ingår i släktet Micreumenes och familjen Eumenidae. Inga underarter finns listade i Catalogue of Life.